# Tarzan le magnifique (film)

Tarzan le magnifique (Tarzan the Magnificent) est un film britannique réalisé par Robert Day, sorti en 1960.

## Synopsis
Tarzan doit escorter Coy Banton, un dangereux criminel, à la ville. Mais de la jungle aux autorités, le chemin est semé d'embûches, surtout que le père et les frères du prisonnier cherchent à le libérer. 

## Fiche technique
- Titre original : Tarzan the Magnificent
- Titre français : Tarzan le magnifique
- Réalisation : Robert Day
- Scénario : Berne Giller et Robert Day
- D’après les personnages d'Edgar Rice Burroughs
- Assistant réalisateur : Clive Reed
- Musique : Ken Jones
- Images : Ted Scaife, Eastmancolor
- Montage : Bert Rule
- Directeur de production : Roy Parkinson
- Pays d’origine :  Royaume-Uni
- Producteurs : Sy Weintraub et Harvey Hayutin, pour Solar Film Pictures
- Société de distribution : Paramount
- Aspect Ratio:1.85 : 1
- Genre : Film d'aventure
- Durée : 82 min
- Dates de sorties :
  -  États-Unis : 20 juillet 1960 (première à New York)
  -  France : 18 août 1961
- Version française : Isy Pront
- Affiche : Enzo Nistri (Italie)

## Distribution
- Gordon Scott  (V.F : Jean Amadou) : Tarzan
- Jock Mahoney : Coy Banton
- Betta St. John : Fay Ames
- John Carradine  (V.F : Pierre Morin) : Abel Banton
- Lionel Jeffries : Ames
- Alexandra Stewart : Laurie
- Earl Cameron : Tate
- Charles Tingwell : Conway
- Al Mulock : Martin Banton
- Gary Cockrell : Johnny Banton
- Ron Macdonnell : Ethan Banton
- Harry Baird : Le meneur des guerriers
- Christopher Carlos : Le chef indigène
- John Sullivan : Wyntors
- Ewen Solon :  Dexter
- Jacqueline Evans  : Mme Dexter
- Tommy Duggan : Frye
- Peter Howell : Dr Blake
- George Taylor : Le capitaine Hayes

## Autour du film
Jock Mahoney qui joue ici le rôle d'un « méchant », incarnera Tarzan dans deux films : Tarzan aux Indes (1962, John Guillermin), Le défi de Tarzan (1963, de Robert Day).  